# علي محمود الأمين
السيد علي محمود الأمين (1276 هـ ـ 1328 هـ) - (1860 – 1910)، فقيه كبير وعالم مجتهد وأديب بارع متضلع.

## نسبه
هو السيد علي ابن السيد محمود بن علي بن محمد الأمين بن أبي الحسن موسى الشقرائي العاملي.

## أسرته
هو من عائلة يكثر فيها العلماء ومنهم:

### جدّه
السيد علي محمد الأمين

### والده
السيد محمود علي الأمين: توفي عام 1327 هجرية في بلدة عيترون، قرأ في بلدته شقراء على مشايخ العائلة وعلى الشيخ علي زيدان، ثم ذهب إلى كفرا ودرس على الشيخ محمد علي عز الدين، ومنها ذهب إلى بلدة جباع ودرس في مدرستها على الفقيه الشيخ عبد الله نعمة.

### إخوته
- السيد حسن محمود الأمين
- السيد محمد محمود الأمين: كان عالما واديبا وشاعرا، ولد عام 1274 وتوفي عام 1344 في شقرا. قرأ في مدرسة شقرا وحناويه ثم ذهب للعراق مع أخيه السيد علي في العام 1290 هـ فقرأ على الملا محمد كاظم الخرساني والشيخ محمد حسين الكاظمي والشيخ محمد طه نجف. وبقي في العراق حوالي 20 سنة ثم عاد إلى جبل عامل في العام 1311 هـ.[3]
- السيد عبد الحسين محمود الأمين: كان أديبا وشاعرا، توفي عام 1361 هـ.[4]

## ولادته ونشأته
ولد في شقرا من قرى جبل عامل في جنوب لبنان في حدود سنة 1276 هجرية (1860 ميلادي). 
حفظ القرآن الكريم في مدة يسيرة وهو ما يزال طفلاً لم يبلغ السبع، ثم تفرغ لطلب العلم في بلدتي شقراء وحناويه ليرحل بعد ذلك إلى العراق حيث مدينة النجف في حدود سنة 1290 هجرية وعمره نحو 14 عاما، وكان يقول: بلغت الحلم في النجف.

## هجرته إلى النجف
هاجر السيد علي محمود الأمين إلى النجف في العراق بحدود عام 1290 هجرية (1873 ميلادي) وأخذ وتفقّه على كثير من مشاهير علمائها ومنهم:
- الشيخ محمد حسين الكاظمي
- الميرزا حبيب الله الرشتي
- الشيخ محمد طه نجف
- الشيخ محمد كاظم الخراساني
- الشيخ آغا رضا الهمداني
- الميرزا حسين الخليلي

قضى في النجف عشرين سنة ونال فيها إجازات الاجتهاد وهو في سن الثلاثين، وقد درس عليه نفر من الأعلام، وفي عام 1893م عاد إلى جبل عامل.

## مؤلفاته
له عدد من المؤلفات منها:
- ديوان شعر.
- كتابات متفرقة.
- كتاب في المواريث.

## في شقراء
عاد إلى بلاده (جبل عامل) في عام 1893 م وواصل التدريس أعاد بناء مدرسة أجداده في بلدة شقراء وأسماها المدرسة العلوية. وتوافد عليها الطلاب وقضى عمره بالتدريس والقضاء والإرشاد.
أصبحت شقراء في عهده مقصدا للعامليين يؤمها الناس من شتى القرى للحصول على الفتاوى الشرعية أو لفصل المنازعات فيما بينهم أو للانتساب إلى مدرستها العلمية.
ومن أبرز تلامذته:
- السيد أحمد بن محسن آل قنديل العاملي: توفي في أثناء الحرب العالمية الأولى، كان شاعرا وأديبا قرأ في شقراء على السيد علي محمود الأمين وله فيه شعرا كثيرا، وكان حيا عام 1317 هـ.[8]

## ما قيل فيه
- قال عنه السيد محسن الأمين في كتابه أعيان الشيعة:«السيد علي ابن عمنا السيد محمود، كان عالما محققا مدققا فقيها أصوليا قوي الحجة حسن الوصول إلى دقيق المطالب على غاية من الإنصاف في المباحثة والمناظرة جيد العبارة عاقلا حازما كيسا ورعا تقيا شاعرا أديبا أريحيا نقادا للشعر رئيسا مهيبا مطاعا نافذ الكلمة محمود النقيبة لا يقدم عليه أحد في جبل عامل في عصره رقيق الطبع معتدل السليقة حلو العشرة حسن المحاضرة على جانب عظيم من حسن الخلق ولين الجانب ورجاحة العقل وكرم الطباع وإصابة الرأي وعلو الهمة وشرف النفس صبيح الوجه بهي المنظر اتفقت على حبه وتعظيمه جميع الناس من جميع المذاهب»
- قال عنه السيد جواد شبّر في أدب الطف:[9] «السيد علي السيد محمود الأمين كان عالماً محققاً مدققاً فقيهاً اصولياً قوي الحجة».
- قال عنه السيد حسن الصدر في تكملة أمل الآمل:[10] «عالم فاضل...أجازه جماعة من العلماء، منهم من ذكر أن له ملكة مطلق الاجتهاد، ومنهم من ذكر أنه مجتهد مطلق...ولما استقر في بلاده ثنيت له الوسادة فيها، وتربى على يده غير واحد من أهل العلم، وكان حسن السيرة محمود المنقبة».

## وفاته
وتوفي ليلة السبت 11 شوال 1328 هـ (1910 ميلادي) ودُفنفي مسقط رأسه، فيكون عمره نحواً من اثنين وخمسين سنة. 